# Oberonia nepalensis
Oberonia nepalensis  (лат.) — вид однодольных растений рода Oberonia семейства Орхидные (Orchidaceae). Впервые описан непальскими ботаниками Л. П. Шакрьей и Р. П. Чаудхари в 1999 году.

## Распространение
Эндемик центрального Непала, встречающийся на высотах 750—1600 м.

## Ботаническое описание
Эпифитное растение.
Цветёт в марте и апреле.